# Heads Will Roll
"Heads Will Roll" – drugi singel zespołu Yeah Yeah Yeahs z ich trzeciego albumu, It’s Blitz!, wydany 29 czerwca 2009.

## Lista utworów
1. "Heads Will Roll" – 3:44
2. "Heads Will Roll" (Passion Pit Remix) – 4:39

## Listy przebojów
| Lista przebojów (2009) | Pozycja |
| ---------------------- | ------- |
| Ultratop 50            | 1       |
| Ultratop 40            | 7       |
| Singles Top 100        | 98      |